# Atherurus macrourus
Atherurus macrourus е вид бозайник от семейство Бодливи свинчета (Hystricidae).

## Разпространение
Видът е разпространен в Бангладеш, Виетнам, Индия (Асам), Китай (Съчуан, Хайнан, Хубей и Юннан), Лаос, Малайзия, Мианмар и Тайланд.